# Liste entwidmeter Kirchen in der Evangelisch-Lutherischen Kirche in Norddeutschland

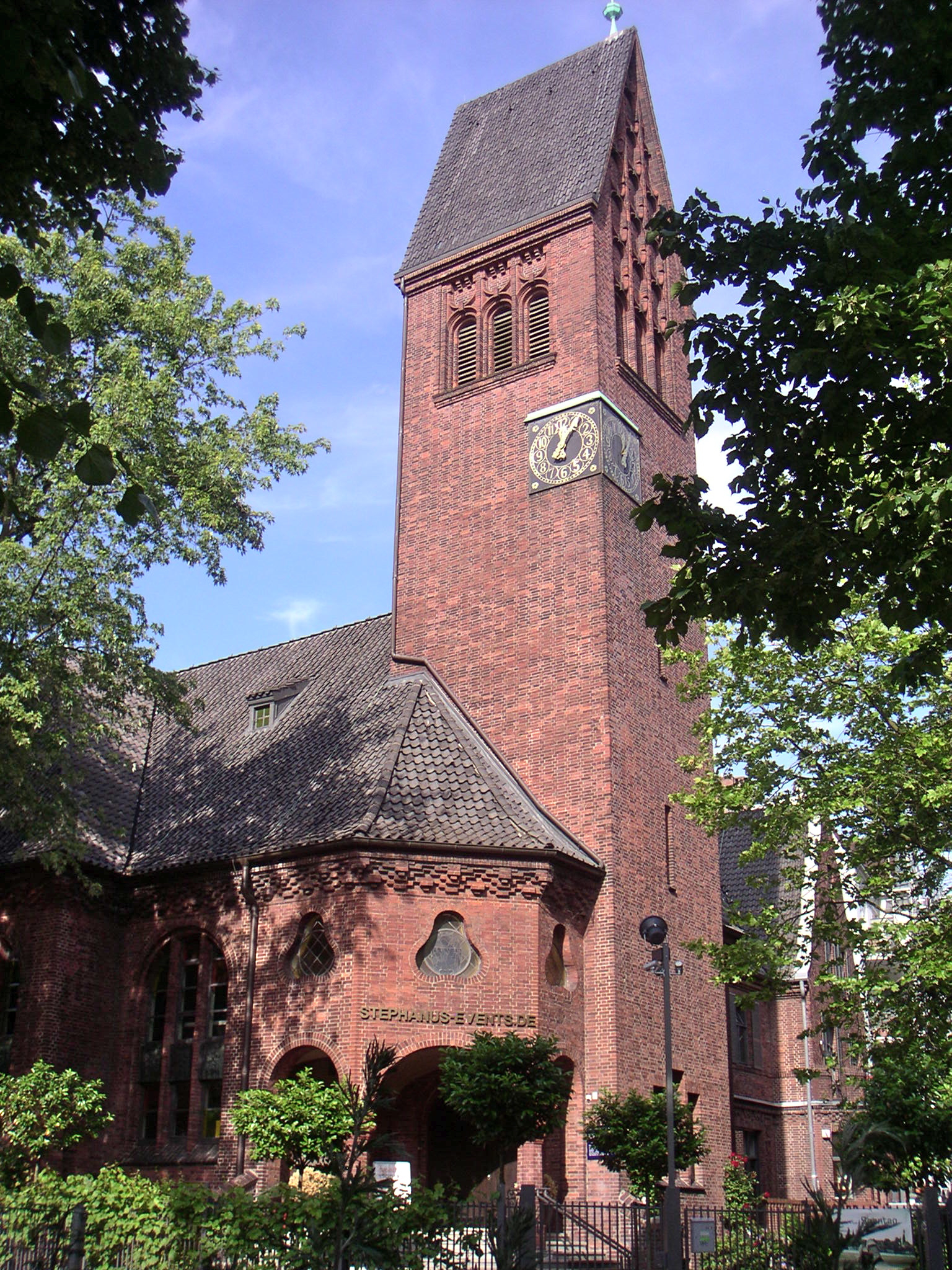
Ehemalige St.-Stephanus-Kirche in Hamburg-Eimsbüttel

Die Liste entwidmeter Kirchen in der Evangelisch-Lutherischen Kirche in Norddeutschland führt Kirchengebäude der Evangelisch-Lutherischen Kirche in Norddeutschland auf, die entwidmet oder umgeweiht wurden, einschließlich der auf dem Gebiet dieser 2012 gegründeten Landeskirche gelegenen Kirchen, die zur Zeit der Entwidmung einer anderen Landeskirche angehörten. Die entwidmeten Kirchen wurden oder werden verkauft, umgebaut oder abgerissen. Der Entwidmung geht eine Kirchenschließung voraus.
- Anklam, Nikolaikirche: seit 1945 Ruine, Entwidmung und Wiederaufbau seit den 1990er Jahren
- Anklam, Garnisonskirche: Entwidmung 1854, Umbau zu Wohnzwecken
- Blankensee, Ortsteil Rollenhagen, Kirche: im 14. Jahrhundert erbaut, bis 1960 kirchlich genutzt, 1995 entwidmet, 1996 verkauft, seit etwa 2000 für kulturelle Veranstaltungen genutzt[1]
- Damp, Kirche Die Insel: 2014 entwidmet[2], 2020 abgerissen[3]
- Emkendorf, Ortsteil Bokelholm, Ansgarkapelle: 1967 erbaut, abgerissen 2005[4]
- Eutin, Ortsteil Neudorf, Friedenskirche: entwidmet 2021[5]
- Flensburg, Heilandskapelle: 1912 erbaut, 1968 entwidmet, heute von der UNESCO-Schule und mehreren Vereinen als Musik- und Begegnungsstätte genutzt
- Geesthacht, Kirche St. Petri: 1961–63 erbaut, 2020 entwidmet und vorübergehend zur Kindertagesstätte umgebaut[6]
- Glückstadt, Paul-Gerhardt-Haus: um 1967 erbaut, 2012 zur Kindertagesstätte umgebaut[7]
- Güster (Lauenburg), Auferstehungskapelle: 1972 erbaut, 2023 entwidmet[8] und an die Kommunal-Gemeinde Güster übergeben, die das Gebäude für Ausstellungen und Veranstaltungen nutzen will.[9]
- Güstrow, Gertrudenkapelle: 1931 entwidmet und von der Stadt Güstrow erworben, 1935 nationalsozialistische Ahnenhalle und nach 1945 Gedenk- und Ausstellungsraum für Werke Ernst Barlachs
- Hamburg. Hinweis: Aufgeführt sind Kirchenschließungen der jüngeren Zeit (etwa seit 1990). Für das Gebiet der Freien und Hansestadt Hamburg sind bestehende und ehemalige Kirchen zudem in der Liste der evangelisch-lutherischen Kirchen in Hamburg, nicht mehr vorhandene Kirchengebäude aller Konfessionen im Artikel Kirchen in Hamburg verzeichnet.
  - Stadtteil Barmbek-Nord, Bonifatiuskirche: 1968 erbaut, Juni 2020 entwidmet, der 2005 von der Nathanaelkirche in Horn übernommene Glockenturm samt Glocken kam 2021 nach Kintai in Litauen.[10]
  - Stadtteil Barmbek-Süd, Bugenhagenkirche: 1927–29 erbaut, 2004 geschlossen, Nachnutzung als Kultur Bühne Bugenhagen, 2007–2014 Kirche der Bulgarisch-orthodoxen Gemeinde, 2019 entwidmet[11]
  - Stadtteil Barmbek-Süd, Heiligengeistkirche: 1902–03 erbaut, 2004 geschlossen, 2005 entwidmet, 2008 abgerissen
  - Stadtteil Billstedt, Rimbert-Kirche: 1963 erbaut, 2005 entwidmet,[12] 2008 abgerissen[13]
  - Stadtteil Billstedt, Kreuzkirche Schiffbek: erbaut 1953, entwidmet 2019[11]
  - Stadtteil Dulsberg, Dietrich-Bonhoeffer-Kirche: 1969 erbaut, am 16. Januar 2005 letzter evangelisch-lutherischer Gottesdienst, seit dem 1. September 2015 an die chinesisch-christliche Gemeinde in Hamburg vermietet.[14]
  - Stadtteil Eidelstedt, Johanneskirche: 2011 entwidmet
  - Stadtteil Eidelstedt, St.-Marien-Kapelle: 1954 erbaut, 2011 entwidmet, Abriss 2013 und Neubau einer Kindertagesstätte an gleicher Stelle[15][16]
  - Stadtteil Eilbek, Osterkirche: erbaut 1864 als Friedhofskapelle, seit 1962 evangelisch-lutherische Gemeindekirche, seit 2019 bulgarisch-orthodoxe Kirche[17]
  - Stadtteil Eimsbüttel, Bethlehem-Kirche: 1958–59 erbaut, 2005 entwidmet, Umbau zur Kindertagesstätte
  - Stadtteil Eimsbüttel, St. Stephanus: 1912 erbaut, 2005 entwidmet, 2008 verkauft, verschiedene Nachnutzungen
  - Stadtteil Hamm, Simeonkirche: 1965–66 erbaut, 2003 verkauft, heute griechisch-orthodoxe Kirche des heiligen Nikolaus
  - Stadtteil Hamm-Süd, Dankeskirche: 1974 eingeweiht, 2021 entwidmet[18]
  - Stadtteil Horn, Kapernaumkirche: 1958–61 erbaut, 2004 geschlossen, 2012 verkauft, Umbau zu einer Moschee[13]
  - Stadtteil Horn, Nathanaelkirche: 1958 eingeweiht, siehe Liste ehemaliger Kirchen, seit 2005 von einer Gemeinde afrikanischer Christen genutzt[13]
  - Stadtteil Langenfelde, Osterkirche: 1961 erbaut, 2004 entwidmet, Nachnutzung als Kunstakademie[19]
  - Stadtteil Ohlsdorf, Nikodemuskirche, 1958/59 erbaut, 2022 geschlossen, Umbau zu einem Ausstellungszentrum
  - Stadtteil St. Pauli, Gnadenkirche: 1906–07 erbaut, 2004 verkauft, 2007 zur russisch-orthodoxen Kirche des Hl. Johannes von Kronstadt zu Hamburg umgeweiht[20]
  - Stadtteil Hamburg-Sasel, Lukaskirche (Hamburg-Sasel): 1965 erbaut, 2021 entwidmet, 2024 abgerissen[21]
  - Stadtteil Tonndorf, Emmauskirche Hinschenfelde, 2025[22]
  - Stadtteil Volksdorf, St.-Johannes-Gemeindezentrum: 2002 geschlossen, 2005 abgerissen
  - Stadtteil Wilhelmsburg, Paul-Gerhardt-Kirche: 1959–61 erbaut,[23] am 20. Januar 2019 entwidmet, zum Abriss[24]
- Köthel (Lauenburg), Johanniskapelle Köthel der Kirchengemeinde Kuddewörde: 1965 erbaut, 1966 eingeweiht, am 24. März 2019 entwidmet, von den Kommunalgemeinden Köthel (Launburg) und Köthel (Stormarn) erworben[25]
- Langenhorn (Nordfriesland), Kapelle Mönkebüll: 1964 erbaut, 2010 entwidmet[26]
- Lübeck-St. Lorenz, St.-Lazarus-Kirche: 1966–68 erbaut, 2008 entwidmet, 2009 Kirchturm abgerissen, Nachnutzung als Orgelbauwerkstatt
- Lübeck-St. Lorenz, Melanchthonkirche: Karpfenstraße, Grundsteinlegung 1960, Kirche 1965, Mai 2007 entwidmet, Abriss November 2010
- Lübeck-Kücknitz, St. Michael: Siems, 1951 erbaut, 2008 entwidmet[27]
- Lüdersdorf, Ortsteil Boitin-Resdorf, Kirche: 1953–59 erbaut, Umnutzung ab 2014 als Atelier[28][29]; formal entwidmet 2020[30]
- Malchow, Klosterkirche: heute Nutzung als Konzertsaal und Orgelmuseum
- Neubrandenburg, Marienkirche: seit 1945 Ruine, 1975 von der Stadt erworben, Wiederaufbau als Konzertkirche
- Rostock, Nikolaikirche: um 1975 umgewidmet, Nachnutzung mit Büros, kulturellen Veranstaltungen und Wohnungen
- Schleswig-Friedrichsberg, Friedenskirche: 1969 erbaut, 29. Mai 2005 Abschiedsgottesdienst, 2005 abgerissen[31]
- Schleswig, Kapelle im Gemeindehaus St. Michaelis-Süd: entwidmet am 6. Januar 2018[32]
- Schwerin, Ortsteil Neumühle, Kapelle: 1951 errichtet, 2004 geschlossen, abgetragen[33]
- Todendorf, Kapelle: 1967 erbaut, 18. Januar 2018 letzter Gottesdienst und Entwidmung, 2018 abgerissen[34]
- Witzhave, Bethlehemkapelle: 2013 entwidmet[35]